# Tokebi
Juan Bernal Aguilar (n. 1981), conocido artísticamente como Tokebi (en coreano: 도깨비), es un artista visual, ilustrador digital y profesor universitario guatemalteco. Su obra se caracteriza por el uso de colores neón brillantes, líneas expresivas y una fusión de influencias culturales que incluyen elementos retro, de ciencia ficción, y motivos inspirados en las culturas maya y coreana. Es reconocido por utilizar calaveras y esqueletos como personajes recurrentes en su trabajo.

## Trayectoria artística
Tokebi obtuvo notoriedad internacional en 2019 cuando el baterista Brann Dailor, integrante de la banda estadounidense de heavy metal Mastodon, lo contactó para crear un cartel con temática maya para la gira europea de la banda. Este encargo marcó un punto de inflexión en su carrera al exponer su trabajo a una audiencia global.
A partir de entonces, gran parte de su producción artística ha sido distribuida de forma digital, alcanzando audiencias y clientes en países como Australia, Países Bajos, Argentina, Corea del Sur y Japón. Tokebi ha trabajado principalmente para la industria musical, creando arte gráfico para bandas de rock, rap, electrónica y otros géneros. Ha diseñado múltiples portadas de álbumes en formato CD y LP, así como carteles promocionales y productos de merchandising.

## Estilo e influencias
Su estilo combina referencias visuales del arte psicodélico, el cómic underground, la estética cyberpunk y los códigos visuales tradicionales de las culturas maya y coreana. El nombre artístico “Tokebi” hace referencia a una criatura sobrenatural del folclore coreano, lo que refleja su interés en las mitologías y en los universos visuales cargados de simbolismo.

## Reconocimiento y actividad docente
Además de su carrera como artista, Tokebi ejerce como profesor universitario en el ámbito del arte y el diseño gráfico en Guatemala. Su trabajo ha sido reseñado en publicaciones especializadas y medios de comunicación locales e internacionales.

## Vida
Tokebi nació en la ciudad de Guatemala en 1981. Estudió toda su niñez en un colegio católico del Opus Dei. Su inclinación por dibujar calaveras inició gracias a la influencia de la cultura pop americana como los videojuegos y la música Rock. Dentro de los momentos decisivos destacan jugar el videojuego Mortal Kombat o escuchar a la banda de heavy metal Metallica por primera vez a los siete años. Desde entonces, su gusto por la música se ha desarrollado hacia la el género rock y electrónico. Más tarde se integraría a la escena musical, colaborando con bandas a través de su arte. En el año 2003 Tokebi emigró a Chicago, Estados Unidos a estudiar arte multimedia. En el año 2010 se muda a Seúl, Corea del Sur. Actualmente reside en Guatemala. Siempre fascinado con Asia, Tokebi viaja con frecuencia a a diferentes lugares del continente asiático. Esto conjuntamente con la antigua cultura del viejo oeste de los Estados Unidos y la cultura folklórica guatemalteca se convirtieron en la principal inspiración en su trabajo.

## Carrera
En el ambiente artístico Bernal Aguilar es conocido con el nombre de Tokebi, que significa "duende" y se refiere a una criatura de la mitología coreana. Tokebi es un espíritu que recompensa las buenas obras y castiga a los malos; utilizando esta analogía Tokebi premia a las personas con su arte. Su carrera artística inició en el año 2010 en las calles de Hongdae, Seúl, donde solía vender sus piezas en afiches y playeras.  Más adelante en los años 2014 y 2015, Tokebi fundó y participó en un espacio colectivo artístico con el objetivo de unir artistas internacionales y coreanos llamado  "Nothing Serious I" y "Nothing Serious II". En el año 2018 participó en la exposición "Étereo Estereo" celebrada en la ciudad de Quetzaltenango, Guatemala. Sin embargo, la mayor parte de su trabajo está relacionado con branding y marketing en la industria de la música, especialmente en la escena del rock, hip hop y música electrónica creando ilustraciones para logotipos, volantes, portadas de CD y LP, fundas de LP, afiches, y animaciones de video. En ámbito profesional, Tokebi es también catedrático de universidad, impartió español e inglés mientras vivía en Corea, y actualmente imparte cátedras de Diseño Gráfico, Diseño Multimedia e Ilustración en la Universidad del Istmo en Guatemala. El 25 de noviembre de 2022 el Ministerio de Cultura y Deportes subscribió a Tokebi en el Registro Nacional de Artistas de Guatemala.